# العلاقات البورمية السعودية
العلاقات البورمية السعودية يقصد بها العلاقة التي تجمع بين المملكة العربية السعودية ببورما.

## تاريخ العلاقة
فتحت السعودية سفارتها في رانجون عاصمة بورما في شهر ديسمبر عام 2005. بينما افتتحت بورما سفارتها في الرياض، وتقع السفارة في شارع الأمير أحمد بن عبد العزيز المتفرع من طريق الملك فهد.

## هجرة البرماويون إلى السعودية
هاجروا البرماويون إلى السعودية وبالتحديد إلى منطقة الحجاز (مكة المكرمة والمدينة المنورة) منذ خمسينيات القرن العشرين، وهم السكان الأصليون لمملكة أركان التي احتلتها بورما وصيرتها إقليمًا من أقاليمها، وتقع في جنوب شرق آسيا، وقد وصل الإسلام إليها في القرن الثاني الهجري عام 172 هـ، عن طريق التجار العرب الذين وصلوا ميناء أكياب عاصمة أركان في عهد الخليفة هارون الرشيد، وقد نشأت في أركان سلطنات إسلامية كثيرة لقرابة ثلاثة قرون ونصف وتتابع على حكمها ثمانية وأربعون ملكا مسلما على التوالي آخرهم الملك سليم شاه. في عام 1784م احتل الملك البوذي بودا باية إقليم أركان وضمها إلى بورما، وكان يبلغ عدد سكان أركان ستة ملايين نسمة 70 في المائة منهم مسلمون، يشكلون 20 في المائة من سكان بورما عموما والبالغ عددهم خمسة وخمسين مليون نسمة.
بعد حملات الإجلاء الإجبارية قام مسلو بورما بالفرار إلى الخارج فبدؤا بالدول الإسلامية المجاورة كباكستان الشرقية سابقا (بنجلاديش الآن) وباكستان الغربية وتايلند والهند وماليزيا وبعض دول الخليج، وكلما زاد بطش البوذيين بالمسلمين خرج ثلة منهم وهاجروا إلى بلدان شتى. بدأت هجرة البرماويين إلى السعودية في الخمسينيات الميلادية، وقد منحتهم الحكومة السعودية في حينها إقامات بمهنة مجاور للعبادة، وقد كان وصولهم إلى بلاد الحرمين على مراحل عدة: الأولى كانت مابين عام 1368 هـ وعام 1370 هـ في عهد الملك عبد العزيز آل سعود وحصلوا خلالها على إقامات بمهنة مجاور للبيت، وكانت المرحة الثانية مابين عام 1370 هـ وعام 1380 هـ وهؤلاء دخلوا المملكة مشيًا على الأقدام خلال مسيرة طويلة في المشي وحصل بعض منهم على الجنسية السعودية وهؤلاء غالبيتهم دخلوا عن طريق اليمن والأردن. المرحلة الثالثة كانت ما بين عام 1383 هـ وعام 1392 هـ وهؤلاء أكثرهم دخلوا بجوازات سفر للعمرة والحج عن طريق بنجلاديش أو باكستان وبعض أبنائهم استلموا الجنسية السعودية بسبب ولادتهم في المملكة، فيما كانت المرحلة الرابعة وهي التي تعرف بالهجرة الجماعية بعد عملية ناجامين التي أبيدت فيها قرى بكاملها بحجة المواطنة غير الشرعية وكانت بين عام 1387 هـ وعام 1391 هـ، ومن عام 1391 هـ إلى عام 1426 هـ توقفت الهجرة البورمية الجماعية وبقيت الهجرة الفردية.
أول من وصل إلى مكة المكرمة من البرماويين كان ألفي أسرة يطلق عليهم الروانجيين، ولغتهم تختلف عن اللغة البورمية حيث تسمى لغتهم اللغة بالروانجية. البورميون الذين يعيشون الآن في المملكة ينقسمون إلى ثلاثة أقسام منهم من اضطر للبحث عن جواز سفر من إحدى الدول الآسيوية لعدم وجود جوازات سفر معهم ولكي يحصلوا على إقامة نظامية وكان اتجاههم إلى سفارات بنجلاديش وباكستان، ويقد أن من يحمل جوازات بنغالية يصل عددهم إلى مائة ألف نسمة، وقسم منهم يحمل البطاقات البيضاء وهي التي منحتها لهم اللجنة التي قامت بتصحيح أوضاع البورماويين وانتهت هذه البطاقات إلا أنه لم يتم تجديدها الآن ويصل عددهم إلى حوالى ثمانين ألف نسمة، وقسم آخر لا يحملون أية هوية يصل عددهم إلى سبعين ألف نسمة على الأقل. يسكن البورميين في الأحياء العشوائية في مكة المكرمة ويتوزعون على مناطق المسفلة، النكاسة، دحلة الرشد، الكعكية، دحلة الولايا، حارة يمن، وحي الزهور، العتيبية وشارع الحج والعمرة. في عام 2013 قال متحدث باسم إمارة مكة المكرمة أنه يبلغ عدد البرماويين المقيمين في السعودية 400 ألف برماوي وقد يتجاوز عددهم 500 ألف شخص.

## أزمة الأقلية الروهينجيا
يوجد حوالي 1.3 ملايين من مسلمي الروهينغا يعيشون في مخيمات وبيوت بدائية بإقليم أراكان في ميانمار، فيما تحرمهم السلطات الحكومية من حق المواطنة منذ عام 1982، بحجة أنهم مهاجرون بنغاليون غير شرعيين، بينما تصفهم الأمم المتحدة بـ أقلية دينية تتعرض للأذى. بعد اندلاع أعمال العنف ضد مسلمي الروهينغا في يونيو 2012 بدأ عشرات الآلاف منهم الهجرة إلى دول مجاورة، على أمل الحصول على فرص عمل، ما أوقعهم في قبضة تجار البشر، بينما وصل عدد كبير منهم عن طريق البحر إلى السواحل التايلاندية والإندونيسية. يقوم المئات من الروهينغا سنويا بترك إقليم أركان، محاولين الهرب إلى الدول المجاورة، باستخدام القوارب. وكانت هيومن رايتس قد اتهمت المسؤولين الحكوميين بارتكاب تطهير عرقي بحق مسلمي الروهينغا. اعتبر رئيس بورما ثين سين أن الحل الوحيد المتاح لأفراد أقلية الروهينجيا المسلمة غير المعترف بها، يقضي بتجميعهم في معسكرات لاجئين أو طردهم من البلاد، وقال ليس ممكنا قبول الروهينجيا الذين دخلوا بطريقة غير قانونية وهم ليسوا من اثنيتنا.
طالبت الحكومة السعودية وقف ما يتعرض له المسلمون من مواطني الروهينغيا في ميانمار، من حملة تطهير عرقي وأعمال وحشية وانتهاك لحقوق الإنسان وإجبارهم على مغادرة وطنهم، وقدمت خمسين مليون دولار لمسلمي الروهنيغيا في بورما تخفيفاً لمعاناتهم بعد المجازر التي ارتكبت بحقهم على يد البوذيين المتطرفين، وطالب مندوب المملكة في الأمم المتحدة حكومة ميانمار بمنح حقوق المواطنة الكاملة للروهينغا المسلمين في ولاية راخين، وإعادة حقوق التصويت لهم، والسماح بحقهم في تحديد انتمائهم العرقي واتخاذ جميع التدابير اللازمة لمنع الاستغلال، بما في ذلك الاتجار بالبشر، والتعاون مع المجتمع الدولي لضمان عودة جميع اللاجئين المسلمين والمشردين من منازلهم، وضمان التعاون مع جميع الأطراف والسماح بالوصول الكامل للمساعدات الإنسانية له، وطالب بتعديل قانون الجنسية لعام 1982، ليشمل جميع الأقليات الدينية والعرقية، بما في ذلك الروهينغا، لضمان حقوق المواطنة الكاملة والمتساوية، بالإضافة إلى إزالة السياسات التي تستهدف الروهينغا في ولاية راخين، خصوصاً التي تنتهك حقوق الإنسان الأساسية. في 16 يناير 2016 وقعت السعودية ممثلة في الصندوق السعودي للتنمية مع المفوضية السامية للأمم المتحدة لشؤون اللاجئين مذكرة تفاهم تساهم المملكة بموجبها بأكثر من مليون دولار لإغاثة اللاجئين الروهينغا في تايلاند.

## التعاون الاقتصادي
في عام 2011 بلغ حجم التبادل التجاري بين البلدين 239 مليون ريال، منها 94 مليون ريال صادرات بورمة و145 مليون ريال صادرات سعودية.